# Diario de mi residencia en Chile: María Graham
Diario de mi residencia en Chile: María Graham es una serie de televisión chilena emitida y producida por Chilevisión en 2013. La miniserie narra la historia de la escritora e ilustradora británica Maria Graham por Chile entre 1822 y 1823.
La serie de televisión fue realizada por la productora Suricato. La ficción se convirtió en ganadora de los fondos anuales del Consejo Nacional de Televisión (2009), recibiendo como premio, fondos de $199.037.156. El proyecto fue adjudicado por la cadena televisiva Chilevisión.
Con guiones de la inglesa Miriam Heard, quien también interpreta a la protagonista, y dirigida por Valeria Sarmiento, la ficción muestra su amistad con Bernardo O'Higgins, papel a cargo de Daniel Guillón, y Lord Cochrane, personificado por el actor irlandés Sean O'Callaghan, con quien el guion propone sostuvo una relación amorosa. Su estreno se llevó a cabo el sábado 2 de marzo del 2013.

## Argumento
Drama histórico basado en el diario de viajes de la escritora británica Maria Graham, quien pasó nueve meses en Chile en 1822, cuando dicho país se independizó de España. Se hizo amiga del director supremo Bernardo O'Higgins y del almirante escocés Lord Cochrane.

## Reparto
- Miriam Heard - Maria Graham
- Daniel Guillón - Bernardo O’Higgins
- Sean O`Callaghan - Lord Cochrane
- Pablo Krögh
- Diego Casanueva - Doctor Craig
- Chamila Rodríguez - Lady Campbell
- Heidrun Breier
- Viviana Herrera - Nieves
- Pedro Vicuña - José Antonio
- Sergio Hernández - Ministro Alejandro Rodríguez
- María Elena Duvauchelle - Isabel Riquelme
- Lía Maldonado - Sra. Cotapos
- Arturo Rossel
- Francisco Celhay
- Íñigo Urrutia
- Valentina Muhr -  Ana María Cotapos